# Модойна
Модойна (фр. Modoyna) — деревня и супрефектура в Чаде, расположенная на территории региона Сила. Входит в состав департамента Кимити.

## Географическое положение
Деревня находится в юго-восточной части Чада, на берегу сезонно пересыхающей реки Вади-Уанаса, вблизи государственной границы с Суданом, на высоте 764 метров над уровнем моря.
Модойна расположена на расстоянии приблизительно 781 километра к востоку-северо-востоку (ENE) от столицы страны Нджамены.

## Население
По данным официальной переписи 2009 года численность населения Модойны составляла 22 992 человека (11 572 мужчины и 11 420 женщин).

## Транспорт
Ближайший аэропорт расположен в городе Аде.